# 张嘉福
张嘉福（7世纪—710年7月25日），修武人，唐朝和武则天的周朝的官员，唐殇帝年间短暂拜相。

## 家世
虽然张嘉福身居高位，但除了担任宰相时期外，他的仕途几乎没有详细记载。作为一个宰相，他很反常地在《旧唐书》和《新唐书》都没有传记。《新唐书·宰相世系表（张氏）》甚至没有将他收入其中。

## 仕途
武则天天授二年（691年），张嘉福任凤阁舍人，为武则天党羽，受武则天侄文昌左相监修国史魏王武承嗣密谕，使洛阳人王庆之率轻薄恶少数百人上表，意图说服武则天以武承嗣为皇太子以取代武则天之子、在文明元年（684年）为帝直至天授元年（690年）武则天自己夺取帝位的皇嗣李旦。李{王曳}、前麟游县令杜无二、越州长史宋之问都联名，还请求殿中侍御史张仁愿联名，但张仁愿正色拒绝，因而为有识者所重。宰相文昌右相同凤阁鸾台三品岑长倩、地官尚书同平章事格辅元也都拒绝署名，并奏请切责张嘉福。武承嗣也不得已，奏请责谕张嘉福等，才没有获罪，而怨恨岑长倩等，十月，勾结酷吏将坚决反对此事的岑长倩、格辅元及司礼卿判纳言事欧阳通诬陷处决。但武则天终究不曾立武承嗣为太子，当月，王庆之被凤阁侍郎李昭德所杀，王庆之的表文也就徒劳了。
此后20年张嘉福的活动史籍失载。景龙四年（710年）六月，唐中宗暴崩，传统史家认为是其妻韦皇后和女儿安乐公主李裹儿毒杀所致，以使韦后能像武则天那样成为“皇帝”，安乐公主也能成为皇太女。韦后秘不发丧，采取一系列举动意图在政府中巩固自身权力。作为这些举动的一部分，张嘉福在吏部尚书任上被授同中书门下平章事，为实质宰相。不久，中宗庶子温王李重茂被立为帝，即唐殇帝，但韦后作为皇太后和摄政掌权。她派一批亲信持节巡抚各道以确保没人敢起事反对她，张嘉福被派遣巡抚河北道。张嘉福离开都城长安后，中宗妹太平公主及侄临淄王李隆基领导政变杀死韦后、李裹儿及她们的大批亲信。当时，张嘉福已到怀州，被捕杀。

## 轶闻
《朝野佥载》记载：张嘉福作为河北道存抚使，行到怀州武陟驿时，有诏令就地斩杀之。不久又有诏令宽恕他，使者在马上昏睡，耽误了一个驿站的行程，等到了，张嘉福已经被斩杀了。